# Patrick McGoohan
Patrick Joseph McGoohan (New York, 19 marzo 1928 – Los Angeles, 13 gennaio 2009) è stato un attore e regista statunitense di origine irlandese.

## Biografia
McGoohan era nato a New York, nel quartiere Astoria (Queens), da due emigranti irlandesi, Thomas McGoohan e Rose Fitzpatrick. Ricevette un'educazione cattolica. Poco dopo la sua nascita, tutta la famiglia tornò in Irlanda, a Mullaghmore, nella Contea di Leitrim, e sette anni più tardi McGoohan si trasferì in Inghilterra, a Sheffield, dove frequentò la St. Vincent's School.
Durante la seconda guerra mondiale fu evacuato a Loughborough, nella contea del Leicestershire, dove frequentò il Ratcliffe College, in cui si mise in evidenza in matematica e nel pugilato. A 16 anni McGoohan lasciò la scuola e tornò a Sheffield dove svolse diversi lavori tra cui allevatore di polli, impiegato di banca e camionista prima di essere assunto come direttore di scena allo Sheffield Repertory Theatre. Qui in maniera accidentale prese avvio la sua carriera recitativa quando fu chiamato improvvisamente a sostituire un attore che si era ammalato. Fu in questo periodo che conobbe anche la futura moglie Joan Drummond.

### Gli inizi
Nel 1955 McGoohan recitò in una produzione West End di una commedia chiamata Serious Charge nel ruolo di un prete accusato di essere omosessuale. Orson Welles rimase impressionato ("intimidito" ebbe poi a dire) dalla sua prova recitativa e lo volle al teatro di York nel suo Moby Dick-Rehearsed, una riduzione per il palcoscenico del Moby Dick, nella parte di Starbuck. Nel 1969 Welles dichiarò che secondo lui McGoohan "sarebbe oggi, credo, uno dei più grandi attori della nostra generazione, se la televisione non se lo fosse preso. Può ancora diventarlo. Era stato grandioso nella parte di Starbuck" e "con tutti gli attributi richiesti, gli sguardi, l'intensità, l'indiscutibile capacità recitativa e gli occhi ammiccanti."
La sua prima apparizione cinematografica fu in un ruolo non accreditato in I guastatori delle dighe (1955), dove era una guardia davanti ad una sala riunioni. Aveva una battuta - "Sorry, old boy, it's secret – you can't go in. Now, c'mon, hop it!" che però è stata tagliata in diverse versioni del film.
Mentre lavorava come controfigura durante i provini, McGoohan fu ingaggiato dalla Rank Organisation. I produttori erano probabilmente interessati a capitalizzare le sue capacità pugilistiche ed il suo aspetto fisico, piuttosto che la sua recitazione: così gli fu affidato il ruolo del ragazzo cattivo in alcuni film come I piloti dell'inferno (1957) al fianco di Sean Connery e nel commerciale La zingara rossa (1958). Dopo alcuni film ed alcune discussioni con il management il contratto fu infine risolto.
Rimasto senza contratto, cominciò a lavorare in televisione vincendo un BAFTA nel 1960. In teatro diresse il Brand di Ibsen per il quale vinse un premio e nell'agosto 1959 apparì in una produzione della BBC tuttora esistente.

### Gli anni '60:Gioco pericoloso
Ben presto il produttore esecutivo Lew Grade propose a McGoohan una serie televisiva in cui lui avrebbe recitato nel ruolo dell'agente segreto della NATO John Drake. Rimasto scottato dall'esperienza con la Rank Organisation, McGoohan richiese diverse garanzie contrattuali prima di accettare il ruolo: tutte le scene di lotta sarebbero dovute essere differenti tra loro; il personaggio avrebbe dovuto sempre usare prima il cervello e poi la pistola; e, cosa che inorridì la produzione, nessuna scena di bacio. La serie debuttò nel 1960 con il titolo di Gioco pericoloso, con puntate di mezzora orientate prevalentemente al gusto del pubblico americano. La serie ebbe un successo discreto ma inferiore a quello atteso. La produzione durò una sola stagione per un totale di 39 episodi. Alla fine della stagione, alla domanda se avesse gradito il proseguimento della serie, McGoohan rispose "Forse, ma lasciatemi dire una cosa: preferirei fare venti serie televisive che passare quello che ho passato dopo aver firmato con la Rank qualche anno fa, cosa per la quale non biasimo altri che me stesso."
Il successo ottenuto permise a McGoohan di ricevere una proposta per il ruolo di James Bond in Agente 007 - Licenza di uccidere ma lui, da cattolico, rifiutò il ruolo per motivazioni etiche, sebbene poi il successo di Bond gli tornò indirettamente utile, in quanto contribuì a rivalutare Gioco pericoloso.
Prima di ciò, McGoohan lavorò con la Disney in Le tre vite della gatta Tomasina e The Scarecrow of Romney Marsh. Dopo aver rifiutato anche il ruolo di Simon Templar ne Il santo, Lew Grade gli offrì di riprendere il ruolo di John Drake. Questa volta McGoohan avrebbe avuto ancor più voce nella serie. Gioco pericoloso fu riesumato nel 1964 in un nuovo formato da un'ora. I copioni ora lasciavano più margini di libertà a McGoohan: la serie ebbe successo e portarono McGoohan a diventare l'attore più pagato del Regno Unito, mentre il programma andò avanti per altri tre anni. Dopo aver girato i due episodi a colori di Gioco pericoloso, McGoohan comunicò a Lew Grade l'intenzione di abbandonare lo show a favore di un altro programma.

### Il prigioniero
Di fronte alla volontà di McGoohan di abbandonare Gioco pericoloso, Grade gli chiese se era ancora disponibile a lavorare ancora con lui per qualcos'altro. McGoohan gli propose la bozza di quella che in seguito sarebbe stata chiamata una miniserie incentrata su un agente segreto che si dimette ed improvvisamente si risveglia in una prigione dall'aspetto di un villaggio vacanze. Grade gli chiese un budget che McGoohan aveva già preparato e con una stretta di mano un sabato mattina trovarono l'accordo per realizzare Il prigioniero. Oltre ad esserne il protagonista, McGoohan ne era anche il produttore esecutivo, dando vita alla "Everyman Films" insieme al produttore David Tomblin; inoltre scrisse e diresse diversi episodi, in alcuni casi utilizzando pseudonimi. I sette episodi commissionati in origine alla fine divennero diciassette.
Il prigioniero che dà il titolo alla serie, chiamato anche "Numero Sei", passa l'intera serie a cercare di scappare da una lussuosa isola in cui è prigioniero chiamata "Il villaggio" e a scoprire l'identità della sua nemesi, il "Numero Uno". Gli amministratori del Villaggio provano in ogni modo a carpire da lui le motivazioni che lo hanno portato a dimettersi dall'incarico di spia, cosa che lui si rifiuta di dire. La location della serie, con le sue architetture italianeggianti, è la cittadina di Portmeirion nel Galles del Nord.
Il prigioniero fu una serie cerebrale totalmente innovativa rispetto ai canoni dei telefilm dell'epoca. Il Numero Sei divenne il ruolo di McGoohan più famoso. E come spesso accade, sfortunatamente, questo ruolo divenne anche la sua prigione: Numero Sei era così ossessivamente opposto all'autorità che ogni qual volta McGoohan in seguito interpretò personaggi che avevano in qualche modo qualcosa a che fare con i concetti di individualità e libertà, inevitabilmente il personaggio veniva paragonato al suo ruolo ne Il prigioniero, come avvenne per esempio con il suo ruolo di direttore del carcere in Fuga da Alcatraz (1979). "Mel Gibson sarà sempre Mad Max, ed io sarò sempre un Numero".

### Dalla fine degli anni '60 agli anni '80: cinema eColombo
McGoohan è apparso in molti film, tra cui - al fianco di Rock Hudson - Base artica Zebra (1968), per il quale fu acclamato dalla critica, e Wagons-lits con omicidi (1976) con Gene Wilder e Richard Pryor. Nel 1977 fu il protagonista della serie TV Professione medico nel ruolo di un ex-medico dell'esercito che si era ritirato per svolgere la professione privatamente (qualcuno lo considera un antenato di Dr. House - Medical Division). Recitò con Clint Eastwood in Fuga da Alcatraz (1979) nella parte del crudele direttore del penitenziario. Apparve anche in Scanners (1981), un fanta-horror diretto da David Cronenberg, nel ruolo di uno psichiatra che studia i fenomeni paranormali e l'effetto delle droghe sintetiche sul cervello umano, oltre alla possibilità dell'influenza altrui sulla mente (riavvicinandosi quindi alle tematiche del telefilm Il prigioniero).
Diresse Richie Havens in una versione rock-opera dell'Otello intitolata Catch My Soul. Nel 1985 la sua unica apparizione in una produzione di Broadway, Pack of Lies di Hugh Whitemore in cui recitò accanto a Rosemary Harris nel ruolo di un agente segreto britannico. Ricevette una nomination per il Drama Desk Award come miglior attore protagonista.
McGoohan vinse anche due Emmy per le sue interpretazioni in Colombo con il suo amico di lunga data Peter Falk. McGoohan disse che la sua prima apparizione in Colombo, nell'episodio Alle prime luci dell'alba (1974), era probabilmente il suo ruolo americano preferito. Di Colombo diresse anche cinque episodi (inclusi tre dei quattro in cui ebbe la parte dell'assassino), ne scrisse uno e ne produsse due. McGoohan restò coinvolto con la serie di Colombo dal 1974 al 2000 e sua figlia Catherine McGoohan fece un'apparizione con lui nell'ultimo episodio da lui diretto, Scandali ad Hollywood.

### Gli anni '90
McGoohan recitò in The Best of Friends (1991) per il canale britannico Channel 4, in cui si narrava la storia dell'improbabile amicizia tra il curatore di un museo, una suora ed un drammaturgo: McGoohan interpretava George Bernard Shaw insieme a John Gielgud nella parte di Sydney Cockerell e Wendy Hiller in quella di Suor Laurentia McLachlan. Negli Stati Uniti il dramma fu trasmesso dalla PBS nell'ambito della serie Masterpiece Theatre. Sempre in questo periodo recitò nella parte di re Edoardo I d'Inghilterra in Braveheart - Cuore impavido (1995), diretto e interpretato da Mel Gibson, ed in quella del giudice Omar Noose ne Il momento di uccidere (1996) di Joel Schumacher, con Sandra Bullock, Samuel L. Jackson, Kevin Spacey e Ashley Judd. Nello stesso anno lavorò anche in Uomo mascherato (1996), adattamento cinematografico del fumetto.

### Gli anni 2000
Nel 2000 "riprese" il suo storico personaggio de Il prigioniero doppiando Numero Sei in una puntata-parodia de I Simpson, Galeotto fu il computer e chi lo usò. In questo episodio, Homer Simpson per il suo sito di pettegolezzi si inventa che tramite il vaccino il governo stia dominando le menti della popolazione. Per tale notizia Homer viene rapito da una misteriosa organizzazione e si risveglia segregato in un posto chiamato "l'isola" con il nome di Numero Cinque, mentre a casa viene sostituito da un sosia. Sull'isola stringe amicizia con Numero Sei al quale ruba la barca che aveva costruito per fuggire. Quando il Rover (la sfera bianca) esce per recuperarlo, Homer lo fa esplodere con una forchetta.
L'ultimo ruolo cinematografico di McGoohan è stato il doppiaggio di Billy Bones nel film di animazione Il pianeta del tesoro, uscito nel 2002. Nello stesso anno ricevette il Premio Prometheus per Il prigioniero. Il nome di McGoohan fu accostato più volte a progetti poi abortiti di realizzare una versione cinematografica de Il prigioniero. Nel 2002 il regista Simon West fu ingaggiato per realizzare una versione di questa storia. McGoohan figurava tra i produttori esecutivi per il film, che però non fu mai realizzato. In seguito un progetto analogo fu proposto a Christopher Nolan ma il materiale era troppo difficile per adattarlo ad un film. McGoohan non fu coinvolto nel progetto che è stato ultimamente completato. Una rivisitazione della serie, The Prisoner, fu girata come miniserie (sei puntate da 45') per il network via cavo AMC nel 2008 e trasmessa nel novembre 2009.

## Vita privata
McGoohan si innamorò dell'attrice Joan Drummond durante i suoi anni a Sheffield. I due convolarono a nozze il 19 maggio 1951. Dal matrimonio sono nate tre figlie, Catherine (1952), Anne (1959) e Frances (1960). Attorno alla metà degli anni Settanta la famiglia McGoohan si trasferì nel distretto di Pacific Palisades a Los Angeles.

### Morte
McGoohan morì il 13 gennaio 2009 al Saint John's Health Center di Santa Monica, in California, dopo una breve malattia. Le sue spoglie sono state cremate. Una biografia dell'attore fu pubblicata per la prima volta nel 2007 dalla Tomahawk Press, una successiva nel 2011 dalla Supernova Books.

## Filmografia

### Cinema
- Il vendicatore nero (The Dark Avenger), regia di Henry Levin (1955) (non accreditato)
- Il cargo della violenza (Passage Home), regia di Roy Ward Baker (1955)
- I guastatori delle dighe (The Dam Busters), regia di Michael Anderson (1955) (non accreditato)
- La donna è un male necessario (I Am a Camera), regia di Henry Cornelius (1955)
- Zarak Khan, regia di Terence Young (1956)
- Alta marea a mezzogiorno (High Tide at Noon), regia di Philip Leacock (1957)
- I piloti dell'inferno (Hell Drivers), regia di Cy Endfield (1957)
- La zingara rossa (The Gypsy and the Gentleman), regia di Joseph Losey (1958)
- La valle delle mille colline (Nor the Moon by Night), regia di Ken Annakin (1958)
- Two Living, One Dead, regia di Anthony Asquith (1961)
- All Night Long, regia di Basil Dearden (1962)
- Delitto di coscienza (Life for Ruth), regia di Basil Dearden (1962)
- La valigia del boia (The Quare Fellow), regia di Arthur Dreifuss (1962)
- Dr. Syn, Alias the Scarecrow, regia di James Neilson (1963)
- Le tre vite della gatta Tomasina (The Three Lives of Thomasina), regia di Don Chaffey (1964)
- Journey Into Darkness, regia di James Hill e Peter Sasdy (1968)
- Base artica Zebra (Ice Station Zebra), regia di John Sturges (1968)
- I contrabbandieri degli anni ruggenti (The Moonshine War), regia di Richard Quine (1970)
- Maria Stuarda, regina di Scozia (Mary, Queen of Scots), regia di Charles Jarrott (1971)
- Un genio, due compari, un pollo, regia di Damiano Damiani (1975)
- Wagons-lits con omicidi (Silver Streak), regia di Arthur Hiller (1976)
- L'uomo dalla maschera di ferro (The Man in the Iron Mask), regia di Mike Newell (1977)
- Obiettivo Brass (Brass Target), regia di John Hough (1978)
- Fuga da Alcatraz (Escape from Alcatraz), regia di Don Siegel (1979)
- Scanners, regia di David Cronenberg (1981)
- Kings and Desperate Men, regia di Alexis Kanner (1981)
- Trespasses, regia di Peter Sharp (1984)
- Baby - Il segreto della leggenda perduta (Baby: Secret of the Lost Legend), regia di Bill L. Norton (1985)
- Braveheart - Cuore impavido (Braveheart), regia di Mel Gibson (1995)
- The Phantom, regia di Simon Wincer (1996)
- Il momento di uccidere (A Time to Kill), regia di Joel Schumacher (1996)
- Hysteria, regia di Rene Daalder (1997)
- Il pianeta del tesoro (Treasure Planet), regia di Ron Clements e John Musker (2002) - voce

### Televisione
- You Are There – serie TV, 1 episodio (1954)
- Moby Dick Rehearsed, regia di Orson Welles – film TV (1955)
- Terminus – serie TV, 1 episodio (1955)
- BBC Sunday-Night Theatre – serie TV, 1 episodio (1955)
- Lancillotto (The Adventures of Sir Lancelot) – serie TV, 1 episodio (1956)
- Assignment Foreign Legion – serie TV, episodio 1x23 (1957)
- The Adventures of Aggie – serie TV, 2 episodi (1956-1957)
- The Vise – serie TV, 2 episodi (1955-1958)
- ITV Television Playhouse – serie TV, 1 episodio (1958)
- This Day in Fear, regia di Malcolm Hulke ed Eric Paice – film TV (1958)
- Brand, regia di Michael Elliott – film TV (1959)
- Folio (1959)
- Tales of the Vikings – serie TV, 1 episodio (1960)
- Armchair Theatre – serie TV, 2 episodi (1958-1961)
- ITV Play of the Week – serie TV, 7 episodi (1958-1961)
- Rendezvous – serie TV, 2 episodi (1961-1962)
- BBC Sunday-Night Play – serie TV, 1 episodio (1963)
- Disneyland – serie TV, 3 episodi (1963)
- Gioco pericoloso (Danger Man) – serie TV, 86 episodi (1960-1967)
- Il prigioniero (The Prisoner) – serie TV, 17 episodi (1967)
- Dick Carter, lo sbirro (Koroshi), regia di Michael Truman e Peter Yates – film TV (1968)
- Professione medico (Rafferty) – serie TV, 17 episodi (1977)
- Un mestiere difficile (The Hard Way), regia di Michael Dryhurst – film TV (1979)
- Jamaica Inn, regia di Lawrence Gordon Clark – film TV (1983)
- American Playhouse – serie TV, 1 episodio (1985)
- La stirpe del sangue (Of Pure Blood), regia di Joseph Sargent – film TV (1986)
- La signora in giallo (Murder, She Wrote) – serie TV, episodio 4x03 (1987)
- Colombo (Columbo) – serie TV, 4 episodi (1974-1999)
- The Best of Friends, regia di Alvin Rakoff – film TV (1991)
- I Simpson (The Simpsons) – serie TV, 1 episodio (2000) - voce

## Riconoscimenti
- 1960: British Academy Television Awards come miglior attore;
- 1975: Primetime Emmy Award come migliore guest star in una serie drammatica (per l'episodio Alle prime luci dell'alba di Colombo);
- 1990: Primetime Emmy Award come migliore guest star in una serie drammatica (per l'episodio Agenda per omicidi di Colombo).

## Doppiatori italiani
Nelle versioni in italiano delle opere in cui ha recitato, Patrick McGoohan è stato doppiato da:
- Nando Gazzolo in Zarak Khan, Base artica Zebra, Un genio, due compari, un pollo
- Bruno Persa ne I piloti dell'inferno, La zingara rossa
- Dario Penne in Fuga da Alcatraz, Il momento di uccidere
- Sergio Rossi in Delitto di coscienza, Baby - Il segreto della leggenda perduta
- Giuseppe Rinaldi in La valigia del boia
- Guido De Salvi ne Il prigioniero (1ª edizione)
- Pino Colizzi ne Il prigioniero (2ª edizione)
- Vittorio Congia in Colombo (ep. 4x03)
- Pietro Biondi ne Il ritorno di Colombo (ep. 7)
- Carlo Reali ne Il ritorno di Colombo (ep. 22)
- Michele Kalamera in Maria Stuarda, regina di Scozia
- Luigi Vannucchi in Wagons-lits con omicidi
- Carlo Marini in L'uomo dalla maschera di ferro
- Marcello Tusco in Scanners
- Gianni Musy in La signora in giallo
- Sergio Fiorentini in Braveheart - Cuore impavido
- Oreste Rizzini in The Phantom
- Mario Cordova in Le tre vite della gatta Tomasina (doppiaggio tardivo)

Da doppiatore è sostituito da:
- Gianni Musy ne Il pianeta del tesoro